# Drömsemester
Drömsemester är en svensk film från 1952 i regi av Gösta Bernhard. I rollerna ses bland andra Dirch Passer, Alice Babs och Carl Jones.

## Om filmen
Förlaga var revyn Vi spelar igen... av Arvid Müller och Børge Müller, vilken omarbetades till filmmanus av Eric Sandström. Inspelningen ägde rum 1952 med start den 1 augusti i Europafilms studio i Sundbyberg, Sveriges Radios studio vid Karlaplan, på Folkan samt i Saltsjöbaden, samtliga platser belägna i Stockholm. Fotograf var Hilmer Ekdahl, kompositör Harry Arnold och klippare Wic' Kjellin. Filmen premiärvisades den 3 november 1952 på biograf Anglais i Stockholm. Den var 87 minuter lång och barntillåten.

## Handling
Mogens Jensen är på semester i Sverige.

## Rollista
- Dirch Passer – Mogens Jensen, dansk skollärare/brudgummen i "En bröllopsnatt"/cowboy/tullkontrollant
- Alice Babs – sig själv
- Carl Jones – sångare i The Delta Rhythm Boys
- Traverse Crawford – sångare i The Delta Rhythm Boys
- Clifford "Cliff" Holland – sångare i The Delta Rhythm Boys
- Lee Gaines – sångare i The Delta Rhythm Boys
- René De Knight – pianist i The Delta Rhythm Boys
- Svend Asmussen – varietéartist/luffande gatumusikant/country & westernmusiker
- Charlie Norman – boogie-woogiepianist i radioprogrammet Nattugglan
- Staffan Broms – balladsångare i Vilda Västern
- Ulrik Neumann – varietéartist/luffande gatumusikant
- Sigrid Horne-Rasmussen – tant
- Nils Ivar Sjöblom – Alice Babs' make
- Sten Meurk – bruden i "En bröllopsnatt"
- John Melin – scenvakt på Chinavarietén
- Stig Järrel – Oscar, hotellportier i småstad/poliskonstapel/tidningsredaktörer/tullöverkontrollant/Hulda, värdinna på Huldas pensionat/pokerspelande cowboy/bilköpande rom/herre på tåg/konduktör/brandvakt på teater/si själv

Ej krediterade
- Inge Østergaard – tullkontrollantens offer
- Gösta Bernhard – sovvagnskonduktör/filmregissör
- Simon Brehm – kosack
- Anders Burman – cowboy på Vilda Västernsaloon
- Lars Burman – cowboy på Vilda Västernsaloon
- Monica Lindman – gatflicka
- Carin Appelberg-Sandberg – kvinna med mattpiskare
- Per-Axel Arosenius – poliskonstapel
- Uno Larsson – cowboy på Vilda Västernsaloon

### Fotnoter
1. 1 2 3  ”Drömsemester”. Svensk Filmdatabas. http://sfi.se/sv/svensk-filmdatabas/Item/?itemid=4367&type=MOVIE&iv=Basic&ref=/templates/SwedishFilmSearchResult.aspx?id%3d1225%26epslanguage%3dsv%26searchword%3ddr%C3%B6msemester%26type%3dMovieTitle%26match%3dBegin%26page%3d1%26prom%3dFalse. Läst 9 april 2013.